# Ford House (Midlothian)

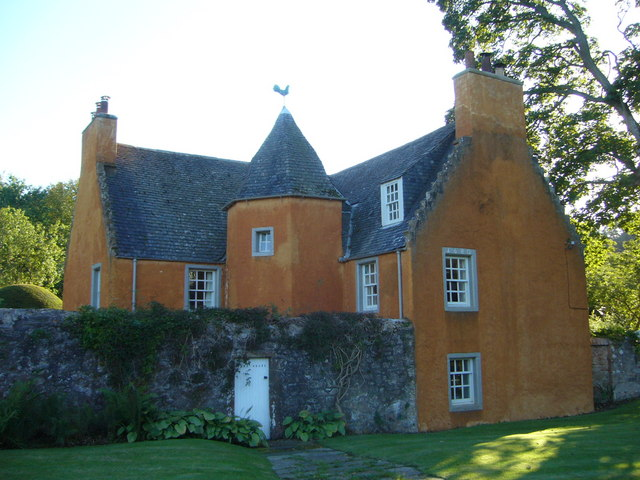
Ford House, 2009

Ford House ist eine Villa in der schottischen Ortschaft Ford in der Council Area Midlothian. 1971 wurde das Bauwerk in die schottischen Denkmallisten in der höchsten Kategorie A aufgenommen.

## Geschichte
Die Villa wurde im Jahre 1680 als Landhaus der Lords Lovat erbaut. Im Zuge der zweiten Jakobitenaufstände soll sich Bonnie Prince Charlie angeblich in Ford House aufgehalten haben. Als Unterstützer der Aufstände wurde Simon Fraser, 11. Lord Lovat zum Tode verurteilt. Der Adelstitel Lord Lovat wurde ausgesetzt und die Besitztümer des Clans eingezogen. Die Ländereien von Ford House wurden in diesem Zuge umliegenden Anwesen zugeschlagen. Die Villa verfiel zusehends, bis zwei Privatpersonen sie um 1960 erwarben und restaurierten.

## Beschreibung
Das zweistöckige Haus liegt am Ostrand des Weilers Ford. Das Mauerwerk besteht aus Bruchstein, der mit Harl verputzt ist. Ford House besitzt einen L-förmigen Grundriss. Der Eingang befindet sich an einem oktogonalen Turm im Gebäudewinkel. Er schließt mit einem oktogonalen Zeltdach mit vergoldetem Wetterhahn ab. Auf beiden Seiten des Turms sind die Flügel noch eine Achse weit. Dort sind, wie auch am Rest des Gebäudes, Sprossenfenster verbaut. Am Nordflügel liegt oberhalb der Fenster noch eine Schleppdachgaube. An diesem Gebäudeteil ist auch eine Platte mit dem Baujahr eingelassen. An der drei Achsen weiten Südseite befindet sich ein Taubenturm. Ford House schließt mit schiefergedeckten Satteldächern ab. Von den als Staffelgiebel gearbeiteten Giebeln ragen mit Harl verputzte Kamine auf.